# David Draiman
David Michael Draiman (héberül: דייוויד מייקל דריימן) (Brooklyn, 1973. március 13. –) zsidó származású amerikai heavy metal énekes, a Disturbed frontembere 1996 óta. Bariton hangon énekel.
Ő szerezte együttese számos nagy sikerű dalát, mint például Stupify, Down with the Sickness, Indestructible vagy Inside the Fire. 2006-ban a Hit Parader magazin minden idők 100 legjobb metalénekesének listáján a 42. helyre rangsorolta. 2011 és 2015 között (amíg a Disturbed szünetet tartott) Device néven Geno Lenardóval, a Filter tagjával dolgozott közös projekten. Egyetlen albumuk 2013-ban jelent meg.

## Magánélet
Draiman felesége 2023-ig Lena Yada modell, WWE-pankrátor volt. 2013-ban fiuk született.
2024-től Sara Uli modell párja.